# Culex dolichophyllus
Culex dolichophyllus är en tvåvingeart som beskrevs av Clastrier 1970. Culex dolichophyllus ingår i släktet Culex och familjen stickmyggor.
Artens utbredningsområde är Franska Guyana. Inga underarter finns listade i Catalogue of Life.